# Agrupación por el Progreso y la Igualdad en Comillas
Agrupación por el Progreso y la Igualdad en Comillas (APIC) es una formación política del municipio cántabro de Comillas fundada en 2011 por antiguos militantes del Partido Popular de Cantabria , en las elecciones municipales de 2011 consiguió un concejal.

## Historia
El 26 de abril de 2011, APIC se presentó públicamente para concurrir a las elecciones municipales de 2011 con Javier Caviedes, cabeza de lista en las anteriores elecciones municipales por el PP y que abandonó el partido, junto a otros miembros, por discrepancias con la ejecutiva regional al elegir el primero de la lista en las elecciones municipales de 2011, como cabeza de lista. Finalmente la formación consiguió un concejal y posibilitó que la regionalista María Teresa Noceda repitiera como alcaldesa, ya que APIC votó en blanco en la sesión de investidura.

## Resultados electorales
| Elecciones                                 | Votos | %    | Concejales | Referencias |
| ------------------------------------------ | ----- | ---- | ---------- | ----------- |
| Elecciones municipales de 2011 en Comillas | 170   | 9,74 | 1          | [ 5 ]       |